# Ruperto López de Alegría
Pour les articles homonymes, voir Lopez.
Ruperto López Alegría y Mas (Vitoria-Gasteiz, mars 1819 - Vitoria-Gasteiz, mai 1878) est un sculpteur, photographe, graveur et professeur espagnol.

## Biographie
Ruperto López Alegría y Mas naît à Vitoria-Gasteiz, dans le pays basque espagnol, en mars 1819.
Il étudie la sculpture à l'école des beaux-arts de sa ville natale, mais se consacre dans un premier temps à la gravure sur métal, qui lui permet d'obtenir plusieurs prix.
Il reprend sa carrière de sculpteur et crée notamment un chandelier en marbre d'après un dessin de Michel-Ange, ainsi qu'une statue de femme agenouillée, aujourd'hui située sur la tombe de la mère de l'artiste.
En 1846, López Alegría s'installe à Madrid, où il reste deux ans. Il étudie auprès de José Piquer Duart (es), puis est nommé restaurateur du musée du Prado. Il reçoit une commande de la maison royale pour réaliser plusieurs sculptures à Aranjuez.
De retour à Vitoria, il réalise deux grands lions qui décorent pendant longtemps le perron du palais de la province. Ne pouvant pas réaliser son rêve d'aller en Italie, il arrête sa carrière de sculpteur.
Ruperto López de Alegría se consacre également à la photographie. Au début des années 1860, il gère avec José Piquer Duart un studio au 14, calle Portal del Rey, à Vitoria,, devenant ainsi l'un des pionniers de la photographie dans cette ville et le premier natif de celle-ci.
En 1865, il est nommé par le conseil administratif de l'Académie des Beaux-Arts professeur de dessin d'art décoratif, avant d'occuper un poste de professeur de sculpture, à la suite de la mort de son collègue Carlos Imbert.
Ruperto López de Alegría meurt à Vitoria en mai 1878.